# بیوفیلیا (آلبوم)
بیوفیلیا (به انگلیسی: Biophilia) هفتمین آلبوم استودیویی از خوانندهٔ ایسلندی بیورک می‌باشد که در ۵ اکتبر سال ۲۰۱۱ از سوی وان لیتل ایندین رکوردز منتشر و از سوی نانساچ رکوردز در آمریکای شمالی و توسط یونیورسال موزیک گروپ در سایر نقاط جهان توزیع گردید. بیورک این آلبوم مفهومی را در دوران بحران مالی ۲۰۰۸–۲۰۱۱ ایسلند ساخت؛ و در آن به بررسی ارتباط میان طبیعت، موسیقی و فناوری پرداخت. بیوفیلیا که از آن به‌عنوان اولین «آلبوم اپلیکیشنی» یاد می‌شود، پروژه‌ای چندرسانه‌ای است که همراه با مجموعه‌ای از اپ‌ها منتشر شد؛ این اپ‌ها پیوندی میان مضامین آلبوم و مفاهیم موسیقی‌شناسی برقرار می‌کنند. پس از آن، کارگاه‌های آموزشی متعددی نیز در چهار قاره برگزار شد.